# Eleição municipal de São João de Meriti em 2016
A eleição municipal de São João de Meriti em 2016 foi realizada para eleger um prefeito, um vice-prefeito e 21 vereadores no município de São João de Meriti, no estado brasileiro de Rio de Janeiro. Foram eleitos ) e  para os cargos de prefeito(a) e vice-prefeito(a), respectivamente.
Seguindo a Constituição, os candidatos são eleitos para um mandato de quatro anos a se iniciar em 1º de janeiro de 2017. A decisão para os cargos da administração municipal, segundo o Tribunal Superior Eleitoral, contou com 368 991 eleitores aptos e 76 698 abstenções, de forma que 20.79% do eleitorado não compareceu às urnas naquele turno.

## Antecedentes
João Ferreira Neto, também chamado "Dr. João", concorreu à prefeitura, enquanto era deputado federal.

## Resultados

### Eleição municipal de São João de Meriti em 2016 para Prefeito
A eleição para prefeito contou com 5 candidatos em 2016: Iranildo Campos do Partido Social Democrático (2011), João Ferreira Neto do Partido da República, Marcelo Nascif Simão do Movimento Democrático Brasileiro (1980), Cristiane Cíntia de Oliveira Bulhões Batista Machado do Partido Socialismo e Liberdade, Joziel Ferreira Carlos do Rede Sustentabilidade que obtiveram, respectivamente, 39 190, 115 403, 46 952, 3 445, 21 739 votos. O Tribunal Superior Eleitoral também contabilizou 20.79% de abstenções nesse turno.
| Candidato(a)                                                | Vice                              | Coligação                                      | Votos recebidos | Percentual |
| ----------------------------------------------------------- | --------------------------------- | ---------------------------------------------- | --------------- | ---------- |
| João Ferreira Neto (PR)                                     | Gelson de Azevedo Almeida         | Cuidando da Nossa Gente                        | 115403          | 50.9%      |
| Marcelo Nascif Simão (MDB)                                  | Leticia Alves Pereira Entrago     | Meriti no Rumo Certo                           | 46952           | 20.71%     |
| Iranildo Campos (PSD)                                       | Denise de Oliveira Cordeiro       | Coragem para Mudar                             | 39190           | 17.28%     |
| Joziel Ferreira Carlos (REDE)                               | Allan Vianna Feijó                | Rede Sustentabilidade (sem coligação)          | 21739           | 9.59%      |
| Cristiane Cíntia de Oliveira Bulhões Batista Machado (PSOL) | Fernando Nicholas dos Santos Dias | Partido Socialismo e Liberdade (sem coligação) | 3445            | 1.52%      |

### Eleição municipal de São João de Meriti em 2016 para Vereador
Na decisão para o cargo de vereador na eleição municipal de 2016, foram eleitos 21 vereadores com um total de 252 087 votos válidos. O Tribunal Superior Eleitoral contabilizou 13 105 votos em branco e 27 101 votos nulos. De um total de 368 991 eleitores aptos, 76 698 (20.79%) não compareceram às urnas .
| Nome                                | Partido político                               | Coligação                                     | Votos recebidos | Percentual |
| ----------------------------------- | ---------------------------------------------- | --------------------------------------------- | --------------- | ---------- |
| Valdecir Dias da Silva              | Partido Humanista da Solidariedade (PHS)       | Meriti no Caminho Certo                       | 5964            | 2.37%      |
| Rony Ferraz Queiroz                 | Partido Humanista da Solidariedade (PHS)       | Meriti no Caminho Certo                       | 4795            | 1.9%       |
| Rogerio Mendes Paes                 | Partido Humanista da Solidariedade (PHS)       | Meriti no Caminho Certo                       | 4621            | 1.83%      |
| Carlos Roberto Rodrigues            | Partido Humanista da Solidariedade (PHS)       | Meriti no Caminho Certo                       | 4308            | 1.71%      |
| Leonardo Vieira Mendes              | Partido Trabalhista Brasileiro (PTB)           | Meriti em Primeiro Lugar                      | 4231            | 1.68%      |
| Djailto Barbosa de Melo             | Partido Republicano Brasileiro (PRB)           | Unidos por um Novo Meriti                     | 3737            | 1.48%      |
| Adilmar Arcenio dos Santos          | Partido da Social Democracia Brasileira (PSDB) | Renovando Meriti                              | 3262            | 1.29%      |
| Ernane Aleixo                       | Democracia Cristã (DC)                         | Meriti em Primeiro Lugar                      | 3196            | 1.27%      |
| João Dias Ferreira                  | Partido Socialista Brasileiro (PSB)            | Partido Socialista Brasileiro (sem coligação) | 3073            | 1.22%      |
| Giovani Leite de Abreu              | Partido Republicano da Ordem Social (PROS)     | Unidos por um Novo Meriti                     | 2970            | 1.18%      |
| Anderson Braga Miranda              | Partido da República (PR)                      | Partido da República (sem coligação)          | 2853            | 1.13%      |
| Rogerio da Silva Souza              | Partido Socialista Brasileiro (PSB)            | Partido Socialista Brasileiro (sem coligação) | 2823            | 1.12%      |
| Elias Nunes de Queiroz              | Partido da República (PR)                      | Partido da República (sem coligação)          | 2792            | 1.11%      |
| João Dantas de Mello                | Movimento Democrático Brasileiro (MDB)         | Unidos por Meriti                             | 2592            | 1.03%      |
| Davi Perini Vermelho                | Democratas (DEM)                               | Democratas (sem coligação)                    | 2576            | 1.02%      |
| Rogerio de Macedo Fernades          | Avante (AVANTE)                                | Avante (sem coligação)                        | 2438            | 0.97%      |
| Amilton Machado Domingues           | Partido Progressista (PP)                      | Juntos por Meriti                             | 2425            | 0.96%      |
| Sebastiao Aria da Silva             | Democratas (DEM)                               | Democratas (sem coligação)                    | 2364            | 0.94%      |
| Carlos Eduardo do Nascimento Soares | Partido Social Democrático (PSD)               | Coragem e Moralidade                          | 2174            | 0.86%      |
| Claudio Almeida da Silveira         | Partido Progressista (PP)                      | Juntos por Meriti                             | 2088            | 0.83%      |
| Paulo Roberto de Oliveira Fernandes | Podemos (PODE)                                 | Unidos por Meriti                             | 2046            | 0.81%      |

## Análise
Em entrevista, o candidato vitorioso declarou: "Vamos governar com muito amor, transparência e principalmente sem corrupção. Agora é o povo que vai governar essa cidade. Amanhã a gente já começa a trabalhar para reerguer São João de Meriti".